# La infanta doña Margarita de Austria (pintura)
La infanta doña Margarita de Austria es un retrato de  dicha infanta que se conserva en el Museo del Prado. Antiguamente estuvo atribuido a Velázquez suponiéndolo inacabado a su muerte y completado por su yerno Juan Bautista Martínez del Mazo. Los estudios técnicos realizados en el Museo del Prado han descartado esa colaboración, que ya había sido puesta en cuestión por expertos como José López-Rey, asignándoselo íntegramente a Mazo.
Era comúnmente considerado el último cuadro de Velázquez. Según se creía, él pintó el vestido y dejó sin pintar la cabeza, que junto con el fondo de cortinas fue acabada por su yerno, Juan Bautista del Mazo. Sin embargo, los últimos estudios efectuados por expertos del Prado descartan la autoría de Velázquez y apuntan a que fue Mazo quien lo pintó en su totalidad.
La infanta Margarita es la persona de la realeza española que más ocupó los pinceles de Velázquez. En los últimos años de su vida, el pintor dedicó bastantes horas a la realización de retratos de esta infantita, retratos que fueron enviados a la corte austriaca por motivos políticos y en atención a ciertos arreglos matrimoniales que convenían a los dos Estados. En el Kunsthistorisches Museum de Viena se encuentran dichos retratos, desde el fechado en 1652-53, cuando ella tenía unos dos años, con vestido plata y rosa. Una réplica con variantes de este último se conserva en el Palacio de Liria de Madrid, aunque se atribuye a otro autor.
El museo de Viena custodia otro retrato de la infanta con vestido blanco y dos relojes, y el de La Infanta Margarita en azul se considera poco anterior a este de Mazo.

## La infanta
La infanta Margarita era la primogénita del Felipe IV de España y su esposa Mariana de Austria. Se casó en 1666 con el emperador de Austria Leopoldo I. Por estas fechas, Velázquez ya había fallecido. La infanta Margarita protagoniza el cuadro de Las Meninas, de 1656; es el personaje principal de dicha obra. Tenía en aquella ocasión cinco años.

## Historia del cuadro
Hasta el siglo XIX el presente retrato se mantuvo clasificado con una identificación errónea. Se supuso que se trataba de la infanta María Teresa de Austria, hija del primer matrimonio de Felipe IV (con Isabel de Borbón). Dicha infanta contrajo matrimonio con Luis XIV de Francia. En 1872, en el catálogo que hizo el entonces director del Museo del Prado, el pintor Pedro de Madrazo, todavía figura bajo este nombre. Investigaciones posteriores vinieron a demostrar el protagonismo verdadero del personaje: la infanta Margarita, hija tardía del rey, de su segundo matrimonio con Mariana de Austria.
Fue una obra especialmente admirada en la época impresionista y después, por la ligereza de la pincelada. Muchos expertos consideraban que suponía la culminación de la técnica de Velázquez al representar los tejidos, pero matizaban que el rostro no mantenía la misma calidad, y lo atribuían a Mazo. Los análisis recientes por rayos X y otros métodos han apoyado una tesis mucho más radical: que en realidad, Velázquez no pintó nada de la obra, que habría sido realizada por Mazo tras la muerte del maestro, hacia 1661 o después, recreando su estilo. Hay que tener en cuenta que la cara de la infanta parece la parte pintada en último lugar, cuando Velázquez acostumbraba a pintarla antes que los elementos accesorios.

## La pintura
La infanta muestra los rasgos físicos característicos de los Austrias: ojos un poco saltones, piel blanca, cabello rubio y el prognatismo de esta dinastía real.
El vestido está pintado en gris plateado. La basquiña va armada con el guardainfante; en la mano izquierda lleva unas rosas rojas. El cabello es de color oro. En la mano derecha lleva un gran pañuelo que se supone de fina batista.